# Стршелецький острів
Футбольний стадіон «Стршелецький острів» (чеськ. Fotbalový stadion Střelecký ostrov) — футбольний стадіон у Чеських Будейовицях, Чехія, домашня арена ФК «Динамо» (Чес. Будейовиці).
Стадіон побудований та відкритий 1940 року. У 2003–2008 роках реконструйований. Потужність становить 6 681 глядач.